# 吳福生
吳福生（？—1732年），福建省臺灣廈門道臺灣府鳳山縣人，原籍福建漳州府平和縣，清朝台灣民變起事者之一。

## 生平

### 發動民變
1732年，大甲西社事件爆發，駐軍台灣南部鳳山的總兵呂瑞麟奉令率軍至大甲平變，以致鳳山城郡守備鬆散，讓朱一貴民變的參與者吳福生有機可趁，藉此「番變」起事。2月17日，吳福生與數十名朱一貴舊部會合，並豎「大明得勝」旗。3月29日，吳福生連同其他幾股武裝力量，率眾攻打鳳山城附近的岡山，汛塘，石井汛等地，順利攻佔該地，並研擬進攻台灣鳳山縣城。
4月5日，吳福生與清軍於鳳山城外發生兩天夜戰役。後因懷忠里民千餘人執「大清」旗號前來助陣，台灣鎮總兵官王郡帶兵支援，加上懷忠里民李炳鳳、張日純、鍾南魁等數百人又從山豬毛、上淡水等地趕來幫忙，致使吳福生敗退逃亡。同年5月，吳福生被捕並遭清軍殺害。